# Bernd Gröbel
Bernd Gröbel (* 16. Februar 1968 in Koblenz) ist ein ehemaliger deutscher Basketballspieler.

## Laufbahn
Gröbel, ein 1,98 Meter großer Flügelspieler, gehörte dem TuS Treis-Karden an, ehe er mit dem TV Germania Trier in der Basketball-Bundesliga spielte. Dort spielte er unter Trainer Juri Selikhow, später unter Don Beck. Mit Trier nahm er am europäischen Vereinswettbewerb Korać-Cup teil. Gröbels letzte Bundesliga-Saison war 1994/95.